# IC 4934
IC 4934 је спирална галаксија у сазвјежђу Паун која се налази на листи објеката дубоког неба у Индекс каталогу.
Деклинација објекта је - 69° 28' 49" а ректасцензија 20h 7m 14,6s. Привидна величина (магнитуда) објекта IC 4934 износи 14,2 а фотографска магнитуда 14,9. Налази се на удаљености од 46,540 милиона парсека од Сунца. IC 4934 је још познат и под ознакама ESO 73-23, FGCE 1430, SAO 254725 (7.4) 4' s, PGC 64133.